# Kvarteret Amphitryon

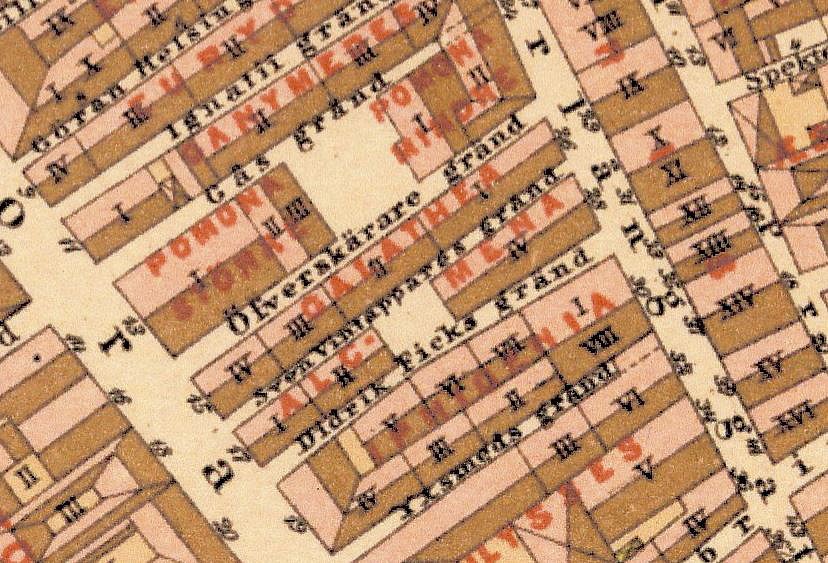
Alcmena 4 (nuvarande Amphitryon 1) på Alfred Rudolf Lundgrens karta från 1885.

Kvarteret Amphitryon är ett kvarter i Gamla stan. Kvarteret omges av Sven Vintappares gränd i norr, Sven Vintappares torg i väster, Didrik Ficks gränd i söder och Västerlånggatan i öster. Kvarteret Amphitryon består av en enda fastighet, Västerlånggatan 28.

## Namnet
Amfitryon var en sagokung och känd från den grekiska mytologin. Han var son till kung Alkaios av Mykene och var gift med prinsessan Alkmene. Alkmene eller Alcmene är även namnet på grannkvarteret (se kvarteret Alcmene).

## Kvarteret

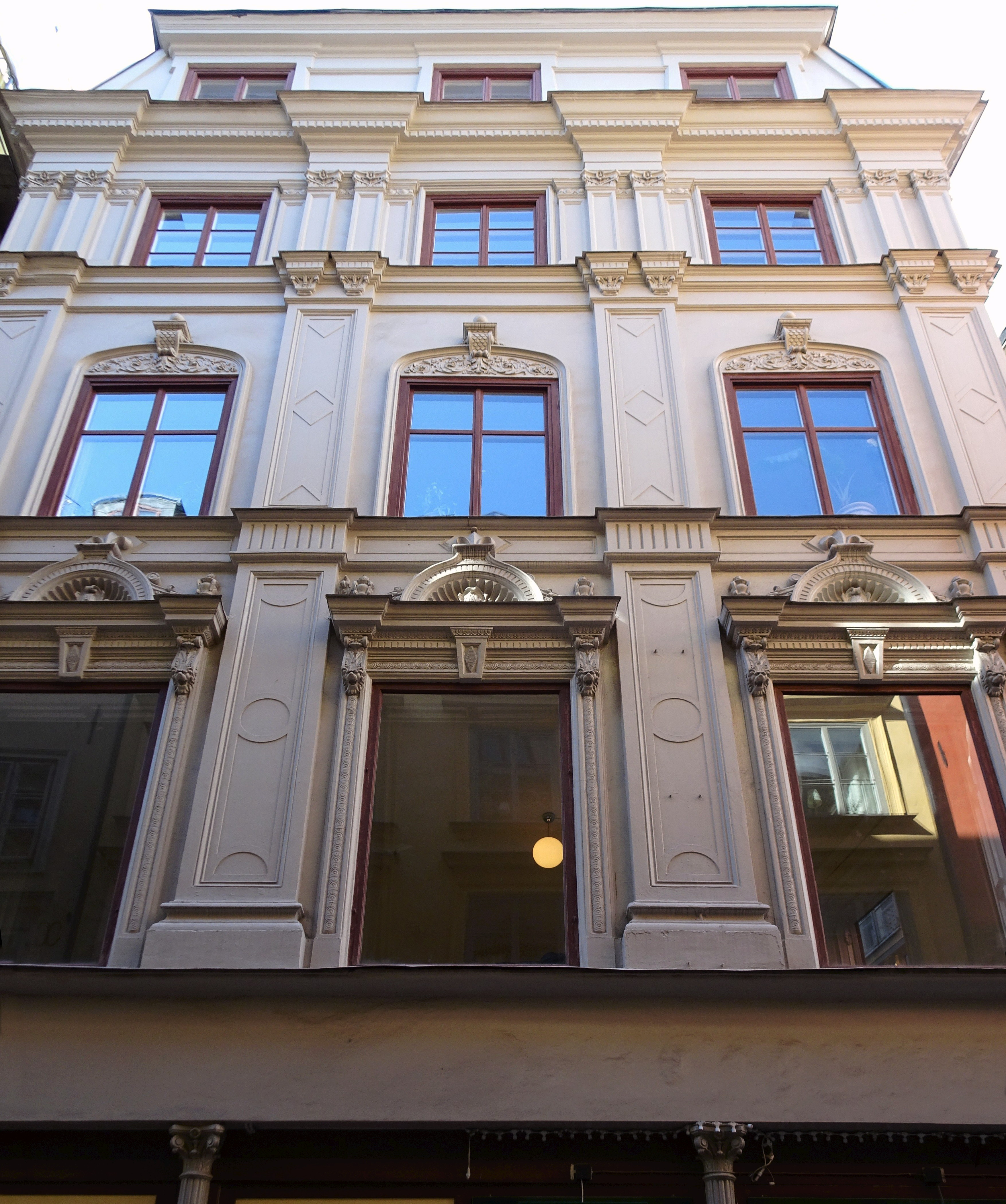
Amphitryon 1, Västerlånggatan 28.

Kvarteret finns inte med på Petrus Tillaeus förteckning över kvarter i Gamla stan. Det skapades först när kvarteret Alcmenes mellersta fastighet revs i slutet på 1700-talet för att där anlägga ett vändplan för brandförsvarets hästdragna vagnar. Åtgärden skulle underlätta framkomligheten i de trånga gränderna och därmed förbättra brandsäkerheten på Stadsholmen. Liknande vändplatser anordnades även på närbelägna Gåstorget samt på Tyska brunnsplan och på Brända tomten.

## Fastigheten Amphitryon 1
Genom tillkomsten av det nya torget (sedan 2002 kallat Sven Vintappares torg) delades kvarteret Alcmene. Den norra delen, Alcmena 4, fick först på 1900-talets början det nya kvartersnamnet Amphitryon medan den södra behöll sitt ursprungliga namn. 
På platsen för Alcmena 3 och 4 (Västerlånggatan 28) låg huset där Erik XIV:s rådgivare Jöran Persson bodde på 1560-talet. Han ägde flera hus i staden, bland dem även Västerlånggatan 30. Han föll i onåd, hans egendomar konfiskerades, han dömdes till döden och avrättades i september 1568. 
Huset förvärvades 1880 av handelsmannen August Magnusson, ägare av modehuset Aug. Magnusson som låg i kvarteret Cybele. Byggnadens rikt smyckade fasad mot Västerlånggatan med bland annat stora skyltfönster, putsdekorationer samt halvkolonner och kvartskolonner i gjutjärn fick sitt nuvarande utseende 1884.